# 柳州城址
柳州城址，位于中华人民共和国宁夏回族自治区中卫市海原县，是一座始建于北宋的城池的遗址。该城此后被西夏占据并作为军事据点，至清朝乾隆年间被废弃。2013年，柳州城址被公布为全国重点文物保护单位。

## 历史
柳州城，也被称为“天都寨”，始建于北宋，隶属于西安州，作为兵防驻地。宋金交战时，该城为西夏所占据，并被改称为“东牟会”，城内设有天都监军司，成为一座重要军事据点，管辖州西安州也被改名为南威州:8。此后该城曾一度被金朝所占，后来被作为成吉思汗的海喇都行宫，后来又被作为豫王阿剌忒纳失里的屯垦地，没有行政建制。明朝初年时，该城属于楚王朱桢的屯垦地:937-938。清朝乾隆十四年（1749年），出于取水方便等方面的考虑，当地在该城以东5里的位置重新建城，也就是今天的海原县县城所在地，柳州城遂被废弃。1920年时，柳州城在海原地震中受到严重损毁。中华人民共和国成立后，2002年当地政府聘用专门人员看护柳州城。2005年9月15日，柳州城址被公布为第三批宁夏回族自治区省级文物保护单位。2013年3月5日，柳州城址被国务院公布为第七批全国重点文物保护单位。2015年1月10日，柳州城址的相关保护规划获得中华人民共和国国家文物局的正式批复。

## 结构
柳州城址位于海原县海城镇，城址呈长方形，东西长400米，南北宽380米，残高4至7米，墙基厚7米，顶宽1至3米。城墙整体由黄土夯筑，南北两侧各开一门，每扇城门均建有瓮城。城池四角建有敌台，城墙的其他部分则间或建有马面。城外护城壕残宽8米。:937